# Nils Ruzicka
Nils Ruzicka (* 9. Oktober 1973 in Hildesheim) ist ein deutscher Musikproduzent, Remixer, Songwriter und Musiker aus Hannover (Deutschland).

## Karriere
Ruzicka wurde im Jahr 1993 von Ramon Zenker entdeckt. In seiner Anfangszeit schuf er mit dem Projekt „Mega’lo Mania“ in seiner Kooperation mit Zenker diverse Single- und Remixproduktionen. Des Weiteren formte Ruzicka in Zusammenarbeit mit DJs die Projekte Plug’n’Play, Revil O., Ravelab etc. und produzierte u. a. auch die erste Single für DJ und Produzent Timo Maas.
Im Jahr 1997 erhielt er durch die Kollaboration mit Ramon Zenker und Gottfried Engels seine erste Gold- und Platinauszeichnung für das Projekt „Bellini“ und deren Sommerhit „Samba de Janeiro“. Zwei Jahre später erreichte er mit seiner Cover-Produktion der „HIM“-Single „Join Me“ für das Danceprojekt „Lightforce“ eine Platzierung in den UK Sales Charts Top 40.
1999 lernte er während Studioaufnahmen im Peppermint Park Studio Hannover den Songwriter, Musiker und Produzenten Stavros Ioannou kennen und tauchte mit ihm in die Pop- und Rockmusik ein. 2003 entschied er sich für eine enge Zusammenarbeit mit dem Produzenten Mousse T. und fusionierte in die Peppermint Park-Studios auf dem Expo-Gelände Hannover.
Mit dem Produzentenprojekt „So Phat!“ entwickelte er in der Folgezeit mehrere Produktionen, Songs und Remixe für Missy Elliott feat. Ludacris, Roachford, Tom Jones, Bootsy Collins, Warren G, Zucchero, Simple Minds, Mousse T., Rosenstolz, Yvonne Catterfeld.
Im Jahr 2004 erreichte er dadurch den Einstieg in die UK Sales Charts mit Inaya Day und der Coverversion von Vanity 6’s „Nasty Girl“ auf Platz 9 und in Australien auf Platz 18.
Auf dem hausinternen Labels Peppermint Jam Records und ProgCity Records veröffentlichte er dazu auch Clubtrax, die von David Guetta, Tomcraft, Moguai, Phil Fuldner, Mousse T., Syke’n’Sugarstarr, Antoine Clamaran, Ian Pooley und Sharam Jey gespielt wurden.
2008 entschied sich Ruzicka, wieder auf „Freelancer-Pfade“ zu begeben und traf dabei später auf den Produzenten und Songwriter Mirko Schaffer. Im folgenden Jahr produzierten sie im Team für Major-Label Themen wie Cinema Bizarre, Baschi und Michelle Leonard. Durch die Hilfe von Mirko Schaffer bekam Ruzicka Kontakt zu Dirk Reichhardt und arbeitete mit ihm an dem Soundtrack für den Film Zweiohrküken.
Mit dem Künstler Baschi und seiner Single „Unsterblich“ erreichte er dazu eine Platzierung auf Nr. 31 in den deutschen und Nr. 11 in den Schweizer Verkaufscharts. Sein Song „Auf grosser Fahrt“ erreichte zudem Platz 24 der Schweizer Verkaufscharts und wurde zur Hymne für die EM-Qualifikation der Schweizer Fußballnationalmannschaft. Das Album „Auf Grosser Fahrt“ schaffte es auf Platz 2 der Schweizer Verkaufscharts und hielt über Wochen in den Top 10.
Weiterhin produzierte Ruzicka auch Alben im Bereich Rock/Punk für Bands wie Gigantor, Fat Belly und Anfang 2010 Simpletones.
Anlässlich der Filmkomödie Kokowääh (2011) produzierte Ruzicka zusammen mit Til Schweiger und Mirko Schaffer Remixe des Titels Snowflakes der US-Band White Apple Tree. Die Single schaffte es bis auf Platz 31 der deutschen Mediacontrol Charts.
Anfang des Jahres 2012 veröffentlichte Paul van Dyk in einem Featuring mit Michelle Leonard den Song Love Ammunition auf seinem Album Evolution, den Ruzicka mitgeschrieben hatte. Im Laufe desselben Jahres co-produzierte er das Album Dom des deutschsprachigen Künstlers Joachim Witt für Sony Music Deutschland. Des Weiteren erschien im Juni 2012 sein Remix für die deutsche Punk-Rockband Band Die Ärzte und deren Single M&F und erreichte hohe Platzierungen in diversen Dancecharts.
Für den Film Kokowääh 2 produzierte Ruzicka im Jahr 2013 Musik und einen Remix von Daniel Nitts Castles für Four Music. Im Sommer desselben Jahres wurde seine Single-Produktion The best is yet to come für die Hannoveraner Rockband Terry Hoax veröffentlicht.
2014 gründete Ruzicka zusammen mit seinem Partner Andreas Dohmeyer das digitale Dance-Label Devilfish Records und veröffentlichte den Track Christopher Blake feat. Jenny Karr „White Nights“ als erste Single. In Zusammenarbeit mit der amerikanischen Songwriter- und Sängerin Jennifer Karr (Jennifer Lopez, ATB, Paul van Dyk etc.) schrieb er den Song und produzierte diesen dann mit dem deutschen EDM-Newcomer DJ Christopher Blake.
Zur selben Zeit begann er als Co-Produzent für den international erfolgreichen deutschen DJ und Produzenten SESA zu arbeiten. Im Sommer veröffentlichten sie den EDM-Track AiAiAi zunächst auf dem digitalen Dance-Label SESA Recordings und im Juli dann auf dem Nummer-1-Dance-Label Kontor Records.
In der ersten Hälfte desselben Jahres begann Ruzicka für die deutsche Newcomer-Sängerin Sydney Eggleston zu arbeiten. Als erste Single wurde Hit that drum veröffentlicht, die schon nach kurzer Zeit große Erfolge im deutschen Airplay feiern konnte. Es folgten ausgiebige Playlists bei Radiostationen wie Radio FFN, Radio N-Joy, Radio RSH, Antenne Niedersachsen und weiteren, und gekrönt wurde die Single-Veröffentlichung dann mit „Newcomer-of-the-month“-Status bei dem Jugendsender N-Joy Radio des Norddeutschen Rundfunks.
2015 co-produzierte er für Michael Patrick Kelly aka Paddy Kelly das Album Human, auf dem er auch an einigen der Songs mitschrieb. Das Album erschien am 15. Mai bei Sony Music und stieg nach der ersten Verkaufswoche auf Platz 3 der deutschen Media Control Albumcharts ein.
Das Album Ruah von Michael Patrick Kelly, das er zusammen mit dem Künstler produzierte, erreichte im folgenden Jahr 2016 Platz 12 in den Deutschen Media Control Album Charts. Im selben Jahr produzierte und schrieb Ruzicka verschiedene Filmmusiken, u. a. für die Filme SMS für Dich (International Release), Gut Zu Vögeln, Radio Heimat etc. Der Künstler Zucchero veröffentlichte auf seinem Album Black Cat den Titel La tortura della luna, den Ruzicka zusammen mit Stavros Ioannou und dem Künstler geschrieben hatte. Das Album erlangte Platinstatus in Italien und Gold in Österreich.

## Diskografie

### Alben
- Mousse T. „All Nite Madness“
- Colin Rich „I'll Wait“
- James Kakande „My Little Red Bag“
- Roachford „Word Of Mouth“
- Gigantor „Jet Pack“
- Gigantor „It's All Cover Now, Baby Blue“
- Fat Belly „Turn The Amplifiers On (Alter!)“
- Die Prinzen „Die Neuen Männer“
- Baschi „Auf Grosser Fahrt“
- Michelle Leonard „Fragile“
- Simpletones „Simpletones“
- Joachim Witt „Dom“
- Michael Patrick Kelly „Human“
- Michael Patrick Kelly „Ruah“
- Zucchero „Black Cat“

### Singles (Auszug)
- Mega'lo Mania „The Finest / Moonsign / Antasy“
- Mega'lo Mania „Emotion / Circulation / Ully“
- Mega'lo Mania „Close Your Eyes“
- Mega'lo Mania „Time / Love's Infinity“
- Mega'lo Mania „Circusclown / Tear It Up“
- Revil O „Little Little / Voice Of Freedom“
- Revil O „Witness“
- Revil O „Stay Some Seconds / Tell Me“
- Revil O „Don't Stop / Charly“
- Revil O „Witness 2001“
- Revil O „Fly Away“
- Revil O „Free“
- Timo Maas „The Final XS“
- Secret Base „Warpmission / Obscurity / The Savage“
- DJ Rodd-Y-Ler „Mission Fulfilled“
- DJ Rodd-Y-Ler „Remember / Temptation“
- DJ Rodd-Y-Ler „Lifesigns / Prototype / Controlling“
- Ravelab „Seeing Is Believing“
- Ravelab „Send Me An Angel / I Can't Stop“
- Ravelab feat. Kai Hawaii „Push“
- Ravelab „Send Me An Angel 2001“
- Plug'n'Play „Oh Yeah“
- Plug'n'Play „Work It Out / The Best“
- Plug'n'Play „Helloween / Head Hunter“
- Plug'n'Play „Parade 2000/Warp 99“
- Plug'n'Play „Prophecy / Bodyrock“
- Plug'n'Play „Time To Bob / What Is Techno“
- Plug'n'Play „Do It“
- Sanity „Welcome To Paradise“
- Sanity „Welcome To The Future“
- Cytax „Deep Dream E.P.“
- Unique „Stumpin' For Love“
- Anatol France „The Assembly E.P.“
- Star Track „Megablast / Farpoint“
- Prefecto „Anything For Love / Full Pressure“
- Scoopex „In My Dream“
- Ham & Eggs - „Great Song Of Indifference“
- O.C.Project „Into The Light“
- O.C.Project „Close Your Eyes 2002“
- Veona „Party Nation“
- Lightforce „Join Me“
- Mario Lopez „The Sound Of Nature“
- Nu Love „Can You Feel The Love Tonight“
- Bellini „Samba De Janeiro“
- Ferris „Girl“
- Ferris „Heaven“
- So Phat! „Into My Sound / When U Rock“
- So Phat! „A Love Bizarre“
- Inaya Day „Nasty Girl“
- Mousse T. „Is It Coz I'm Cool?“
- Mousse T. feat. Roachford „Pop Muzak“
- James Kakande „You You You“
- Cinema Bizarre „Erase And Replace“
- Baschi „Unsterblich“
- Baschi „Auf Grosser Fahrt“
- William Hawk „Dont Let U go“
- Paul van Dyk feat. Michelle Leonard „Love Ammunition“
- Terry Hoax „The best is yet to come“
- HAWK! vs Point Blank „Identity“
- Sydney Eggleston „Hit that drum“
- Christopher Blake feat. Jenny Karr „White Nights“
- SESA „AiAiAi“
- H2WK! „Fireworks“
- Michael Patrick Kelly „Shake Away“
- Michael Patrick Kelly „Beautiful Soul“
- Michael Patrick Kelly „I have called you“
- Zucchero „La tortura della luna“

### Remixes (Auszug)
- Stargate “Back In Time” (Mega’Lo Mania RMX)

- Mylène Farmer „California“ (Mega'Lo Mania RMX)
- Scooter „Move Your Ass“ (Mega'Lo Mania RMX)
- Scooter „Back In The UK“ (Mega'Lo Mania RMX)
- Scooter „The Age Of Love“ (Mega'Lo Mania RMX)
- Interactive „Living Without Your Love“ (Mega'Lo Mania RMX)
- Jens Lissat „The Future“ (Mega'Lo Mania RMX)
- Bellini „Samba De Janeiro“ (Mega'Lo Mania RMX)
- Mr. President „Gonna Get Along“ (Revil O RMX)
- Yosh Presents Lovedeejay Akemi „It's What's Upfront That Counts“ (Revil O RMX)
- Dune „I Can't Stop Raving“ (Revil O RMX)
- Dune „Keep The Secret“ (Mega'Lo Mania RMX)
- Dune „Dark Side Of The Moon“ (Plug'n'Play RMX)
- Rollergirl „Luv U More“ (Plug'n'Play RMX)
- Mario Lopez „The Sound Of Nature“ (Plug'n'Play RMX)
- Mario Lopez „Into My Brain“ (Plug'n'Play RMX)
- Mario Lopez „Blind“ (Plug'n'Play RMX)
- Missy Elliott feat. Ludacris „Gossip Folks“ (So Phat! RMX)
- Tom Jones „Black Betty“ (So Phat! RMX)
- Zucchero „Mama Get Real / Il Grande Baboomba“ (So Phat! RMX)
- Mousse T. „Is It Coz I'm Cool?“ (So Phat! RMX)
- Mousse T. „Right About Now“ (So Phat! RMX)
- Mousse T. „Horny As A Dandy“ (So Phat! RMX)
- Rosenstolz „Ich Bin Ich“ (So Phat! RMX)
- Rosenstolz „Ich Geh In Flammen Auf“ (So Phat! RMX)
- Inaya Day „Nasty Girl“ (So Phat! RMX)
- Simple Minds „Different World“ (So Phat! RMX)
- Supermax „Lovemachine“ (So Phat! RMX)
- Warren G „Make It Do What It Do“ (So Phat! RMX)
- Bob Sinclar „Tennessee“ (So Phat! RMX)
- Michelle Leonard „Where Did We Go Wrong“ (Nils Ruzicka RMX)
- Zweiohrküken OST „Without U“ (Nils Ruzicka RMX)
- White Apple Tree „Snowflakes“ (Til vs Vandertone RMX & Nils Ruzicka RMX)
- Die Ärzte „M&F“ (PartyPowerUberMegaRemix)
- Daniel Nitt „Castles“ (Nils Ruzicka Remix)
- La Bionda feat. Christina Hein „Come back to my life“ (HAWK! Club Remix)

## Auszeichnungen
Platin und Gold - 1997 Bellini Samba De Janeiro sowie je eine Goldene Schallplatte in Österreich und in der Schweiz.
Gold - 2010 Baschi „Auf großer Fahrt“
Platin und Gold - 2017 Zucchero „Black Cat“